# Igor Novikov (pentathlon moderne)
Igor Novikov (né le 19 octobre 1929 à Drezna et mort le 30 août 2007 à Saint Petersbourg) est un pentathlonien soviétique. Il participe aux Jeux olympiques d'été de 1956, aux Jeux olympiques d'été de 1960 et aux Jeux olympiques d'été de 1964 où il remporte quatre médailles de bronze en pentathlon moderne.

## Palmarès

### Jeux olympiques
- Jeux olympiques de 1956 à Melbourne,  Australie
  -  Médaille d'or dans l'épreuve par équipe.
- Jeux olympiques de 1960 à Rome,  Italie
  -  Médaille d'argent dans l'épreuve par équipe.
- Jeux olympiques de 1964 à Tokyo,  Japon
  -  Médaille d'argent dans l'épreuve individuelle.
  -  Médaille d'or dans l'épreuve par équipe[1].